# Tuvaluaans zaalvoetbalteam (mannen)
Het Tuvaluaans zaalvoetbalteam wordt bij internationale zaalvoetbaltoernooien vertegenwoordigd door het nationale zaalvoetbalteam. De TNFA is verantwoordelijk voor het uitzenden van een team naar internationale competities.

## Oceanian Futsal Championship
Tuvalu nam in het verleden driemaal deel aan het Oceanian Futsal Championship, in 2008, 2010 en 2011. Tuvalu is nog niet in staat geweest om een internationale zaalvoetbalwedstrijd te winnen.

### Oceanian Futsal Championship 2008
Tuvalu deed in 2008 voor de eerste keer mee aan de Oceanian Futsal Championship. Als trainer hadden ze Sami Neemia, die over alle wedstrijden wel positief bleef. De eerste wedstrijd die ze speelden tegen Vanuatu werd met 6-0 verloren. De tweede wedstrijd tegen Tahiti ging veel beter dan de eerste; in de achtste minuut scoorde Fiamalua de 1-0, maar zes minuten later werd het al 1-1 en ze verloren de wedstrijd ook nog met 3-1. De andere vier wedstrijden werden met 13-1, 10-2, 13-3 en 12-0 verloren. Ze maakten in het toernooi 7 doelpunten. Kelemene scoorde de meeste doelpunten voor Tuvalu, hij maakte er twee. Tuvalu zelf werd natuurlijk laatste.

### Oceanian Futsal Championship 2010

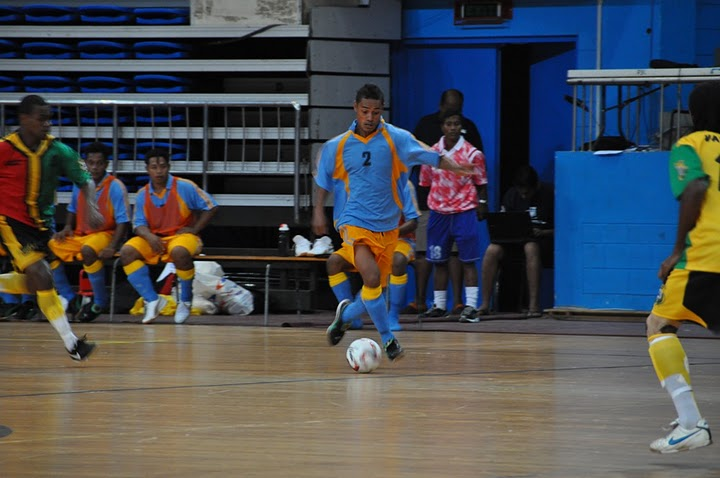
Sogivalu tegen Salomonseilanden

In 2010 was het de twee keer dat ze mee deden, in 2009 waren ze al niet bij. Toakai Puapua was trainer van Tuvalu. Hun eerste wedstrijd was weer tegen Vanuatu. Dit keer verloren ze met 7-1. De eretreffer maakte Tekafa. De tweede en derde werd nog met klein cijfers verloren, 4-0 tegen Tahiti, en 5-1 tegen Fiji. En de andere wedstrijden werden met 9-2, 7-1 en hun grootste nederlaag ooit tegen Salomonseilanden met 21-2. Ook dit jaar werden ze laatste. Ze maakten weer 7 doelpunten in het hele toernooi, zoals ook in het afgelopen jaar.

### Oceanian Futsal Championship 2011
In 2011 was het de derde keer dat ze mee deden. Taki Vave, geboren in Kiribati was de trainer. Dit keer had het toernooi twee groepen, Tuvalu zat in groep B met Salomonseilanden, Tahiti en Nieuw-Caledonië, en onmogelijke opgave voor Tuvalu. De eerste wedstrijd tegen Tahiti werd met 6-0 verloren, de tweede wedstrijd tegen Nieuw-Caledonië met 11-1. De eretreffer maakte Taufaiua. Hun derde wedstrijd in groep B werd weer met grote cijfers verloren tegen de Salomonseilanden; 16-0. Hun laatste wedstrijd voor de zevende en achtste plaats, moesten ze tegen eeuwige concurrent Kiribati spelen. Als eerste scoorde Kiribati in de dertiende minuut. Na drie minuten werd het 1-1 door Uaelesi. Kiribati maakte twee doelpunten achter elkaar, Tuvalu maakte nog de 2-3, maar dat was niet meer voldoende. Zo ging Tuvalu weer met lege handen naar huis. Ze maakten drie doelpunten in het toernooi.

## Interlands
| Datum       | Evenement                                | Thuisteam | Tegenstander     | Score  |
| ----------- | ---------------------------------------- | --------- | ---------------- | ------ |
| mei 19 2011 | Oceanian Futsal Championship 2011 - Fiji | Tuvalu    | Kiribati         | 2 - 3  |
| mei 18 2011 | Oceanian Futsal Championship 2011 - Fiji | Tuvalu    | Salomonseilanden | 0 - 16 |
| mei 17 2011 | Oceanian Futsal Championship 2011 - Fiji | Tuvalu    | Nieuw-Caledonië  | 1 - 11 |
| mei 16 2011 | Oceanian Futsal Championship 2011 - Fiji | Tuvalu    | Tahiti           | 0 - 6  |
| aug 14 2010 | Oceanian Futsal Championship 2010 - Fiji | Tuvalu    | Salomonseilanden | 2 - 21 |
| aug 13 2010 | Oceanian Futsal Championship 2010 - Fiji | Tuvalu    | Nieuw-Zeeland    | 1 - 7  |
| aug 12 2010 | Oceanian Futsal Championship 2010 - Fiji | Tuvalu    | Nieuw-Caledonië  | 2 - 9  |
| aug 10 2010 | Oceanian Futsal Championship 2010 - Fiji | Tuvalu    | Fiji             | 1 - 5  |
| aug 9 2010  | Oceanian Futsal Championship 2010 - Fiji | Tuvalu    | Tahiti           | 0 - 4  |
| aug 8 2010  | Oceanian Futsal Championship 2010 - Fiji | Tuvalu    | Vanuatu          | 1 - 7  |
| Jun 14 2008 | Oceanian Futsal Championship 2008 - Fiji | Tuvalu    | Salomonseilanden | 0 - 12 |
| Jun 13 2008 | Oceanian Futsal Championship 2008 - Fiji | Tuvalu    | Fiji             | 3 - 13 |
| Jun 12 2008 | Oceanian Futsal Championship 2008 - Fiji | Tuvalu    | Nieuw-Caledonië  | 2 - 10 |
| Jun 11 2008 | Oceanian Futsal Championship 2008 - Fiji | Tuvalu    | Nieuw-Zeeland    | 1 - 13 |
| Jun 9 2008  | Oceanian Futsal Championship 2008 - Fiji | Tuvalu    | Tahiti           | 1 - 3  |
| Jun 8 2008  | Oceanian Futsal Championship 2008 - Fiji | Tuvalu    | Vanuatu          | 0 - 6  |

## Kader 2011

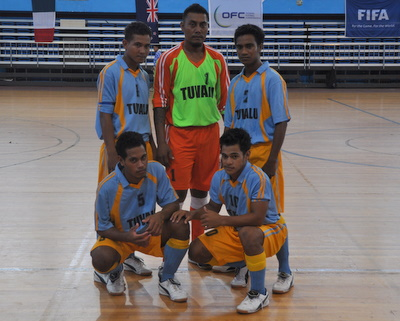
Het nationale zaalvoetbalteam van Tuvalu

| Positie    | Naam              | Club          | Land            | Interlands (doelpunten) |
| Doelman    | Siopepa Tailolo   | Lakena United | Vlag van Tuvalu | 13 (0)                  |
| Verdediger | Raj Sogivalu      | Nauti FC      | Vlag van Tuvalu | 4 (0)                   |
| Verdediger | Malona Taukatea   | Lakena United | Vlag van Tuvalu | 10 (0)                  |
| Verdediger | James Lepaio      | FC Tofaga     | Vlag van Tuvalu | 4 (0)                   |
| Verdediger | Jeff Maleko       | Nauti FC      | Vlag van Tuvalu | 4 (0)                   |
| Verdediger | Matti Uaelesi     | Lakena United | Vlag van Tuvalu | 4 (2)                   |
| Aanvaller  | Ben Petaia        | Nui           | Vlag van Tuvalu | 4 (0)                   |
| Aanvaller  | Taufaiva Ionatana | Nauti FC      | Vlag van Tuvalu | 4 (1)                   |
| Aanvaller  | Meauma Petaia     | Tamanuku      | Vlag van Tuvalu | 4 (1)                   |
| Aanvaller  | George Panapa     | FC Tofaga     | Vlag van Tuvalu | 4 (0)                   |
| Aanvaller  | Lutelu Tiute      | FC Tofaga     | Vlag van Tuvalu | 4 (0)                   |
| Aanvaller  | Etimoni Timuani   | Lakena United | Vlag van Tuvalu | 4 (0)                   |

## Bondscoaches
Nationaal elftal ·
Nationaal zaalvoetbalteam ·
A-Division ·
B-Division ·
Independence Cup ·
NBT Cup ·
Christmas Cup ·
Tuvalu Games